# Real Observatorio de Greenwich
El Real Observatorio de Greenwich (en inglés, Royal Observatory, Greenwich)  localizado en el distrito londinense de Greenwich, Inglaterra, es un observatorio astronómico, cuya construcción fue comisionada en 1675 por el rey Carlos II de Inglaterra. 
Su primera piedra se colocó el 11 de agosto. El rey también creó el cargo de «astrónomo real», director del observatorio que debería dedicarse a la «diligencia y cuidado más exacto con la rectificación de las tablas de los movimientos del cielo y los lugares de las estrellas fijas para encontrar la muy deseada longitud de los lugares para perfeccionar el arte de la navegación».
Debido a la contaminación ambiental de la ciudad de Londres así como a la iluminación nocturna que dificultaban las observaciones, se trasladó al castillo de Herstmonceux, (de 1957 a 1988), aunque todavía se sigue tomando como origen de los meridianos el emplazamiento original del observatorio. 
En la actualidad es un museo de herramientas y artefactos de navegación, de astronomía y relojería, entre los cuales destacan los cronómetros H1 al H4 diseñados por John Harrison. En febrero de 2005, el observatorio comenzó a ser remodelado, para instalar un nuevo planetario, galerías de exposición suplementarias y equipo educativo.
El Real Observatorio de Greenwich tiene un telescopio refractor Jacob Merz (31.75 cm) de 1858.
Actualmente cuenta con dos áreas claramente diferenciadas: en una se encuentra la casa de Flamsteed y en la otra se encuentra el planetario. Una apunta a la historia del lugar y la astronomía; la otra es principalmente didáctica.

## Cronología del Real Observatorio
- 1675: Se funda el Royal Observatory, Greenwich por orden del rey Carlos II de Inglaterra, siendo nombrado John Flamsteed su primer director. Pese a la falta de fondos, Flamsteed construye edificios e instala dos telescopios (de su propio pecunio).
- 1712: Se publica el primer mapa preciso del cielo por Edmund Halley, sin permiso de Flamsteed. Enfurecido, el astrónomo real quema cuantos ejemplares consigue encontrar o comprar.
- 1725: Póstumamente la esposa de Flamsteed publica el catálogo de estrellas de su marido, una obra que tabula la posición de 3000 estrellas del hemisferio norte en tres volúmenes.
- 1924: Señales horarias de tiempo, la primera emisión fue el 5 de febrero.
- 1948: El «astrónomo real» se traslada a Herstmonceux.
- 1957: El Royal Observatory completa su traslado a Herstmonceux y comienza a denominarse Royal Greenwich Observatory (RGO). El edificio de Greenwich pasa a denominarse Old Royal Observatory (Viejo observatorio).
- 1990: El Royal Observatory se traslada a la Universidad de Cambridge.
- 1998: La institución del Real Observatorio de Greenwich es clausurada por decisión del Consejo de Investigación en Astronomía y Física de Partículas. El edificio de Greenwich vuelve a ser el Royal Observatory, y pasa a formar parte del National Maritime Museum.